# Ludwig Curtius
Ludwig Curtius (Augusta, 1874 – Roma, 1954) è stato un archeologo tedesco.
Studioso di iconografia romana e di pittura pompeiana, insegnò per un decennio (1927-1937) a Heidelberg per poi dirigere a Roma l'Istituto archeologico germanico.

## Opere
- Deutsche und antike Welt (autobiografia), Stuttgart 1950
- Antike Kunst, 3. Aufl., Darmstadt 1959
- Das antike Rom, Wien 1944
- Die Wandmalerei Pompejis, Leipzig 1929 (rist. Darmstadt 1972)